# Пампанга
Пампанга (или Пампанья, таг. pampanga) — провинция Филиппин на острове Лусон в административном регионе Центральный Лусон. Административный центр — город Сан-Фернандо. Площадь составляет 2180,7 км². Численность населения по данным переписи 2010 года — 2 340 355 человек.

## География
Граничит с провинциями Батаан и Самбалес (на западе), Тарлак и Нуэва-Эсиха (на севере), Булакан (на юго-востоке). Провинция расположена на северном берегу Манильского залива. Рельеф провинции относительно плоский. Выделяется лишь одна гора — Араят (1026 м над уровнем моря). Значительной является и одна река — Пампанга.
В климате проявляются те же черты, что и во многих областях архипелага. Климат — субэкваториальный, с двумя сезонами, влажным (май-октябрь), и сухим (остальные месяцы). Колебания температур незначительны, наиболее тёплое время — в мае-апреле, наиболее прохладное — в декабре-феврале.

## История
Пампанга — первая из наиболее богатых провинций Филиппин, которая была организована испанцами, как самостоятельная провинция, 11 декабря 1571 года. Первоначально Пампанга включала отдельные части соседних провинций (Батаан, Булакан, Нуэва-Эсиха, Пангасинан, Тарлак, Самбалес). Для удобства управления территория была поделена на города (посёлки), или муниципалитеты, а те в свою очередь — на округа (кварталы, или баррио).
Название Пампанга восходит к местному слову, обозначающему берег реки. Испанцы заимствовали его у аборигенов и назвали так своё первое поселение, которое было столицей архипелага в период, оккупации Манилы англичанами в 1762—1764 годах. Пампанга — самая старая из семи первых провинций, датой её основания считается 11 декабря 1571 года.
Современный облик провинция получила в 1873 году. Теперь её площадь составляет 2180,7 км² (850 кв. миль), а население — 4,5 млн чел. Уже в период испанского владычества эта провинция была одной из самых богатых в стране. Манила и её окрестности во многом зависели от пампанганского сельского хозяйства, рыболовства, поставок древесины и от провинциальной квалифицированной рабочей силы.
Историческая провинция Батаан, образованная в 1754 г., в период правления губернатора Педро Мануэля Арандия, включила в себя бывшие муниципалитеты Пампанги, — Абукай, Диналупихан, Льяна-Эрмоса, Орани, Орион, Пилар и Самаль.
Входившие прежде в состав Пампанги города Алиага, Сабиао, Гапан, Сан-Антонио, Сан-Исидро составили вновь образованную провинцию Нуэва-Эсиха, в 1848 г., при губернаторе Нарсисо Клаверия и Сальдуа. В том же году появилась провинция Булакан(муниципалитет Сан-Мигель де Маюмо).
В 1860 г. северные города Пампанги: Бамбан, Капас, Консепсион, Виктория, Тарлак, Мабалакат, Порак, Флоридабланка были преобразованы в Военное комендантство Тарлак, а в 1873 — в провинцию.
Некоторые значительные даты:
- 1941—1942 — японские оккупационные войска начинают занимать Пампангу.
- 1945 — освобождение провинции от японцев капампанганскими повстанцами и войсками США (Пампанганская битва).
- 1991 — извержение вулкана Пинатубо, вызвавшее переселение большого числа жителей и разрушения в близлежащих городах и селениях.

## Народ и культура
Основной этнической группой провинции является пампанганы, или как их ещё называют, капампанган, пампанго или пампангеньос. Среди восьми других провинций, поддержавших борьбу против испанского гнёта, была и Пампанга. Из местных жителей вышло два президента, три верховных судьи, президент сената, первый филиппинский кардинал, и много других заслуженных лиц, дипломатов, журналистов, артистов, ученых и других. Среди населения распространены капампанганский, тагальский и английский языки.
Провинция славится также своей особой кулинарией. Местная кухня известна по всей стране; многие филиппинские национальные блюда происходят именно отсюда.

## Административное деление

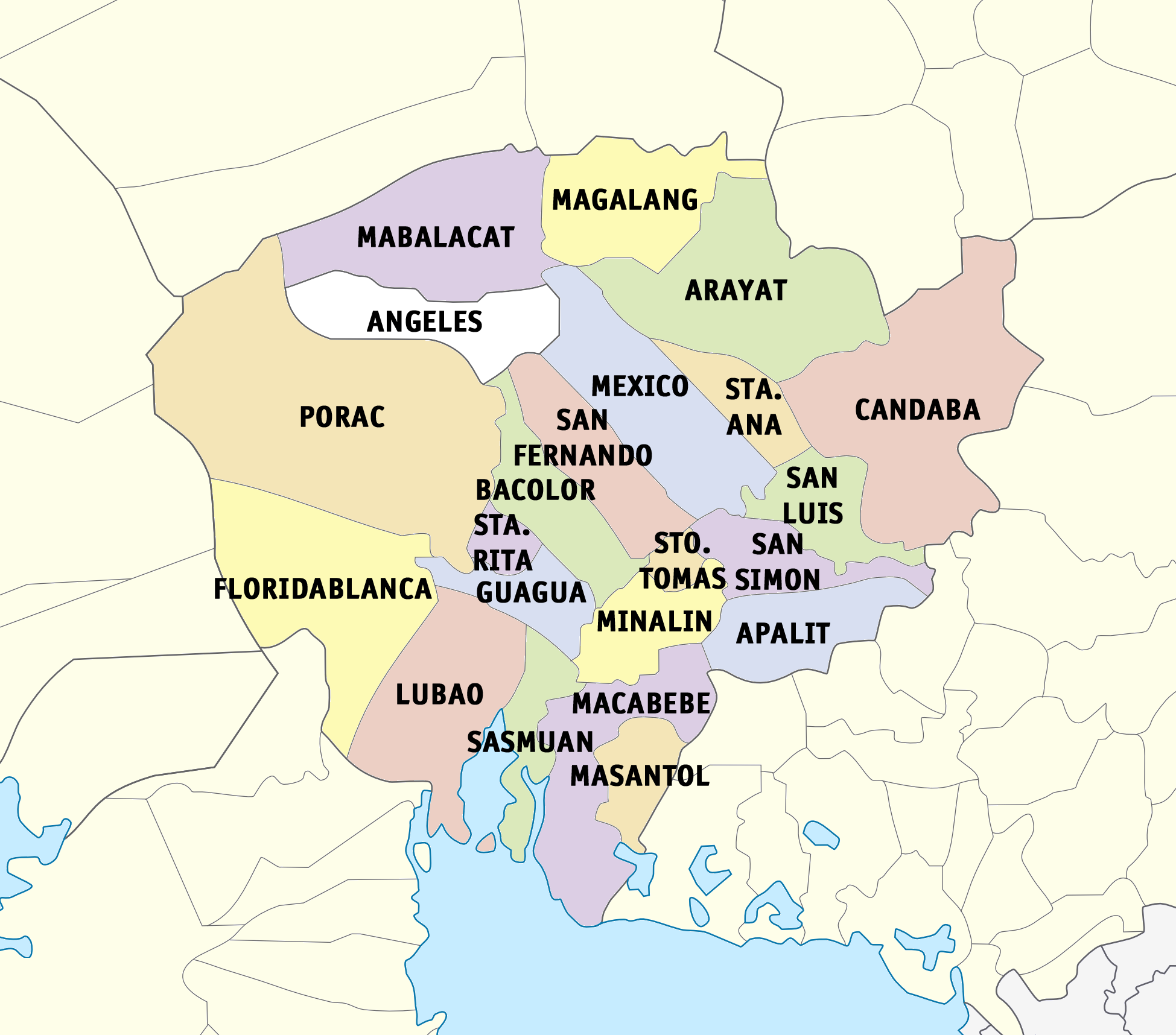
Административная карта провинций Пампанга

В административном отношении подразделяется на 3 города и 19 муниципалитетов.
| №  | Город/Муниципалитет (русс.) | Город/Муниципалитет (ориг.) | Тип           | Количество барангаи | Население, чел. (2010) | Площадь, км² |
| -- | --------------------------- | --------------------------- | ------------- | ------------------- | ---------------------- | ------------ |
| 1  | Анхелес                     | (Angeles City)              | Город         | 33                  | 326 336                | 60,27        |
| 2  | Мабалакат                   | (Mabalacat)                 | Город         | 27                  | 215 610                | 83,18        |
| 3  | Сан-Фернандо                | (San Fernando)              | Город         | 36                  | 285 912                | 67,74        |
| 4  | Апалит                      | (Apalit)                    | Муниципалитет | 12                  | 101 537                | 61,47        |
| 5  | Арайат                      | (Arayat)                    | Муниципалитет | 30                  | 121 348                | 134,48       |
| 6  | Баколор                     | (Bacolor)                   | Муниципалитет | 21                  | 31 508                 | 71,70        |
| 7  | Кандаба                     | (Candaba)                   | Муниципалитет | 33                  | 102 399                | 176,40       |
| 8  | Флоридабланка               | (Floridablanca)             | Муниципалитет | 33                  | 110 846                | 175,48       |
| 9  | Гуагуа                      | (Guagua)                    | Муниципалитет | 31                  | 111 199                | 48,67        |
| 10 | Лубао                       | (Lubao)                     | Муниципалитет | 44                  | 150 843                | 155,77       |
| 11 | Макабебе                    | (Macabebe)                  | Муниципалитет | 25                  | 70 777                 | 105,16       |
| 12 | Магаланг                    | (Magalang)                  | Муниципалитет | 27                  | 103 597                | 97,32        |
| 13 | Масантол                    | (Masantol)                  | Муниципалитет | 26                  | 52 407                 | 48,25        |
| 14 | Мехико                      | (Mexico)                    | Муниципалитет | 43                  | 146 851                | 117,41       |
| 15 | Миналин                     | (Minalin)                   | Муниципалитет | 15                  | 44 001                 | 48,27        |
| 16 | Порак                       | (Porac)                     | Муниципалитет | 29                  | 111 441                | 314,00       |
| 17 | Сан-Луис                    | (San Luis)                  | Муниципалитет | 17                  | 49 311                 | 56,83        |
| 18 | Сан-Симон                   | (San Simon)                 | Муниципалитет | 14                  | 48 353                 | 57,37        |
| 19 | Санта-Ана                   | (Santa Ana)                 | Муниципалитет | 14                  | 52 001                 | 39,84        |
| 20 | Санта-Рита                  | (Santa Rita)                | Муниципалитет | 10                  | 38 762                 | 29,76        |
| 21 | Санто-Томас                 | (Santo Tomas)               | Муниципалитет | 8                   | 38 062                 | 21,30        |
| 22 | Сасмуан                     | (Sasmuan)                   | Муниципалитет | 12                  | 27 254                 | 91,80        |

## Экономика
В провинции два главных направления экономики — сельское хозяйство и рыбная ловля. Основные культуры — рис, зерновые, сахарный тростник. Как вспомогательное средство, здесь процветают обработка дерева и ручные ремёсла. Среди таких ручных изделий славятся фонари, светящиеся разными цветами, наподобие калейдоскопа. Им посвящён и местный праздник. Развита также пищевая промышленность, местная кухня популярна и за пределами провинции.
На стадии роста находится индустрия туризма. Среди достопримечательностей наиболее известны гробница Святого Петра в Апалите, Национальный парк Араят, Казино Филипино в городе Анхелес. Туристов привлекают и праздники: Большой Фестиваль фонарей в декабре, ежегодный фестиваль воздушных шаров в феврале и ряд других.
Ещё одним новым направлением экономики является полупроводниковая индустрия, а также производство электронной и компьютерной техники, с центром в Анхелесе. Провинция обеспечена в настоящее время телекоммуникациями. Действуют несколько телефонных компаний.
Пампанга находится на перекрёстке транспортных путей Центрального Лусона, и хорошо обеспечена как воздушным, так и наземным транспортом. Здесь размещено два аэропорта, Международный аэропорт Диосдадо Макапагал в Анхелесе и второй, во Флоридабланке. Внутренние перевозки выполняет автомобильный транспорт. Налажено автобусное сообщение практически со всеми соседними провинциями и Манилой. Аэропорт Диосдадо Макапагал, обслуживающий провинцию, находится в 16 км от административного центра. Здесь размещены две базы Воздушных сил Филиппин.

## Образование
В провинции действует 40 колледжей и университетов. Большая часть из них сосредоточена в городах Анхелес и Сан-Фернандо. Учебные заведения имеют преимущественно техническую и сельскохозяйственную направленность.

## Известные люди Пампанги
- Глория Макапагал-Арройо — 14-й президент Филиппин. Дочь 9-го президента республики, Диосдадо Макапагала. Вторая женщина на должности президента после Корасон Акино. Также первая из женщин на должности вице-президента при Джозефе Эхерсито Эстрада.
- Соило Иларио — уроженец города Сан-Фернандо, известный писатель и поэт, пропагандист национальной капампанганской культуры.
- Сесилия Ликад — известная пианистка, родилась в Лубао.
- Мелания Маркес — актриса, из Мабалаката, побеждала дважды на международных конкурсах красоты, в 1979 и в 2000 годах. Известен также и её брат, Джой Маркес, актёр.
- Эдди Панлилио — первый священник, избранный губернатором в истории Филиппин.
- Дон Гонсало Пуйят — один из основоположников индустриализации Филиппин, основатель банковского дела, основатель компании Пуйят и Сыновья. Участвовал в развитии многих отраслей промышленности (сахарная, горнодобывающая и др.). Известен и один из его сыновей, Хиль Пуйят, бизнесмен, основатель ряда компаний, сенатор в 1960−1972 годах, президент с 1967 по 1972 годы.
- Руфино Сантос — родился в Гуагуа, архиепископ Манилы в 1953—1973 годы. Первый из филиппинцев, получивший сан кардинала.
- Брильянте Мендоса — режиссёр, получивший приз на звание «Лучшего Режиссёра» на 62-м кинофестивале в Каннах.

## Галерея

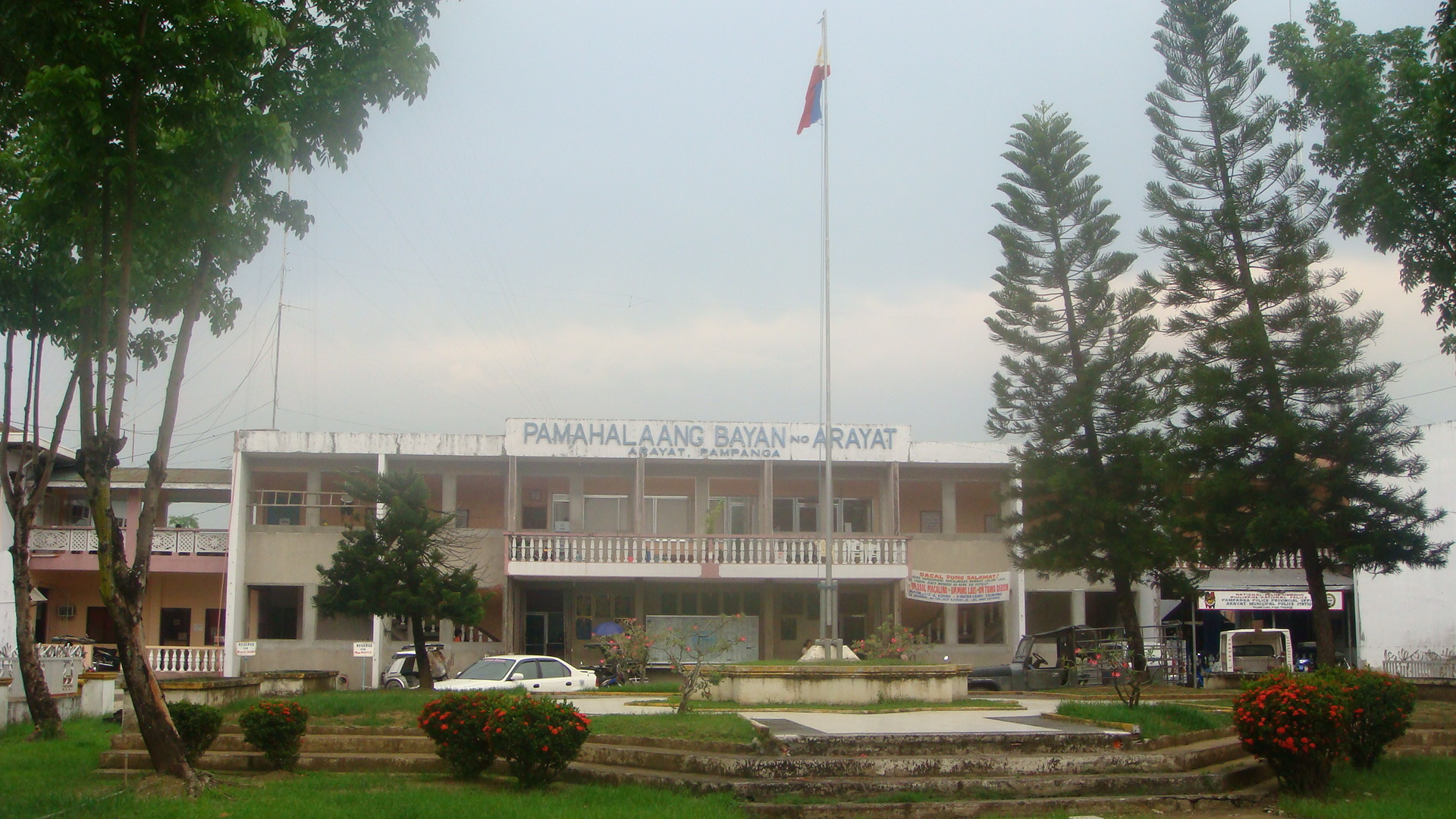
Муниципалитет Араят
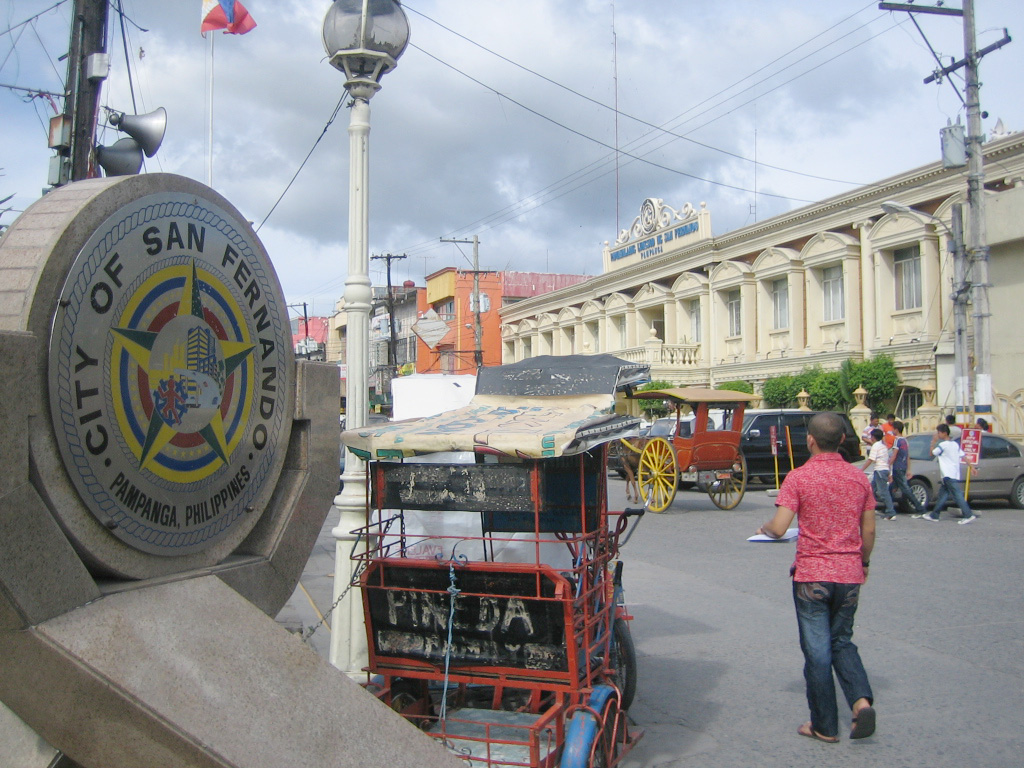
Город Сан-Фернандо
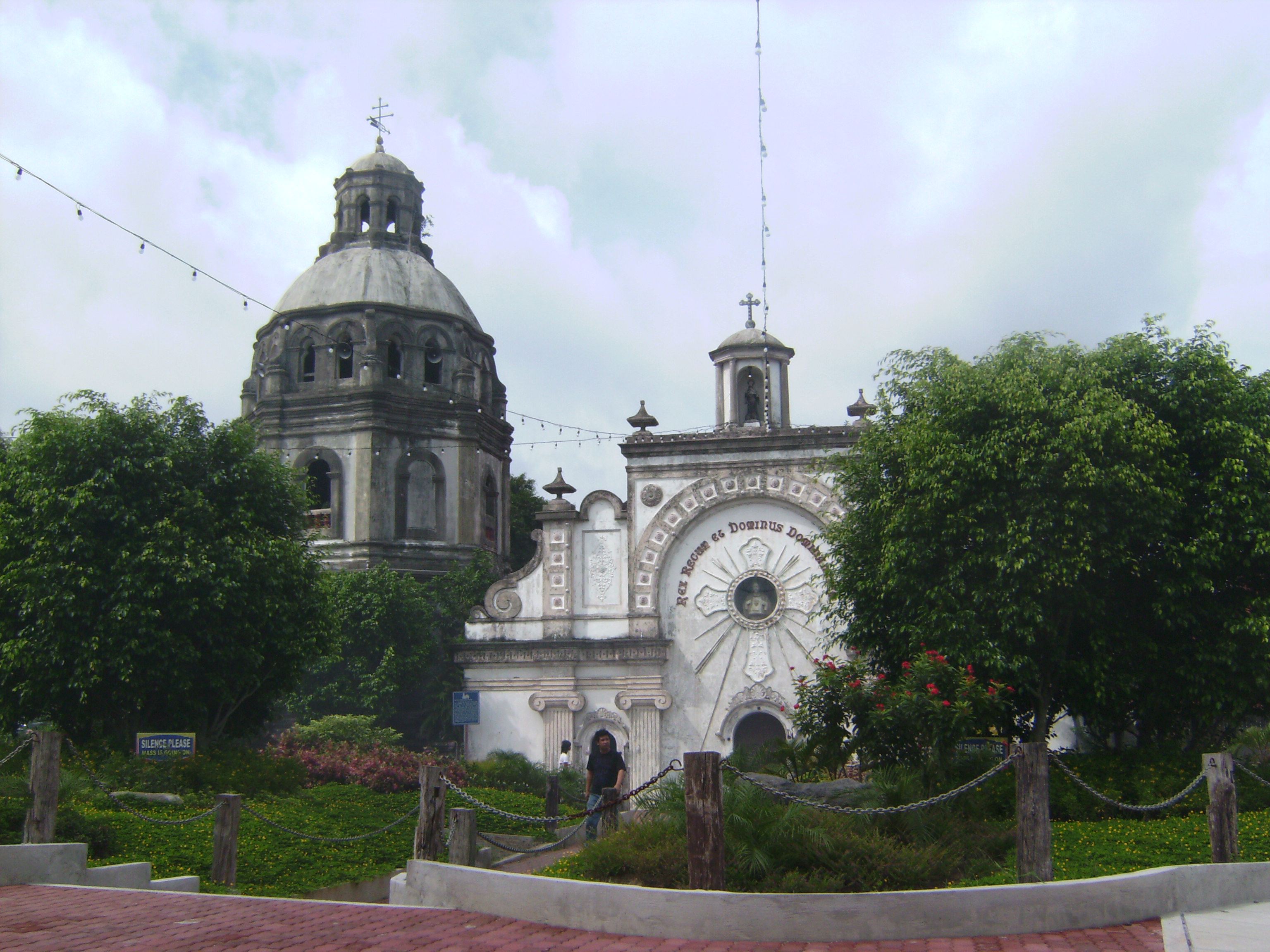
Церковь в муниципалитете Баколор
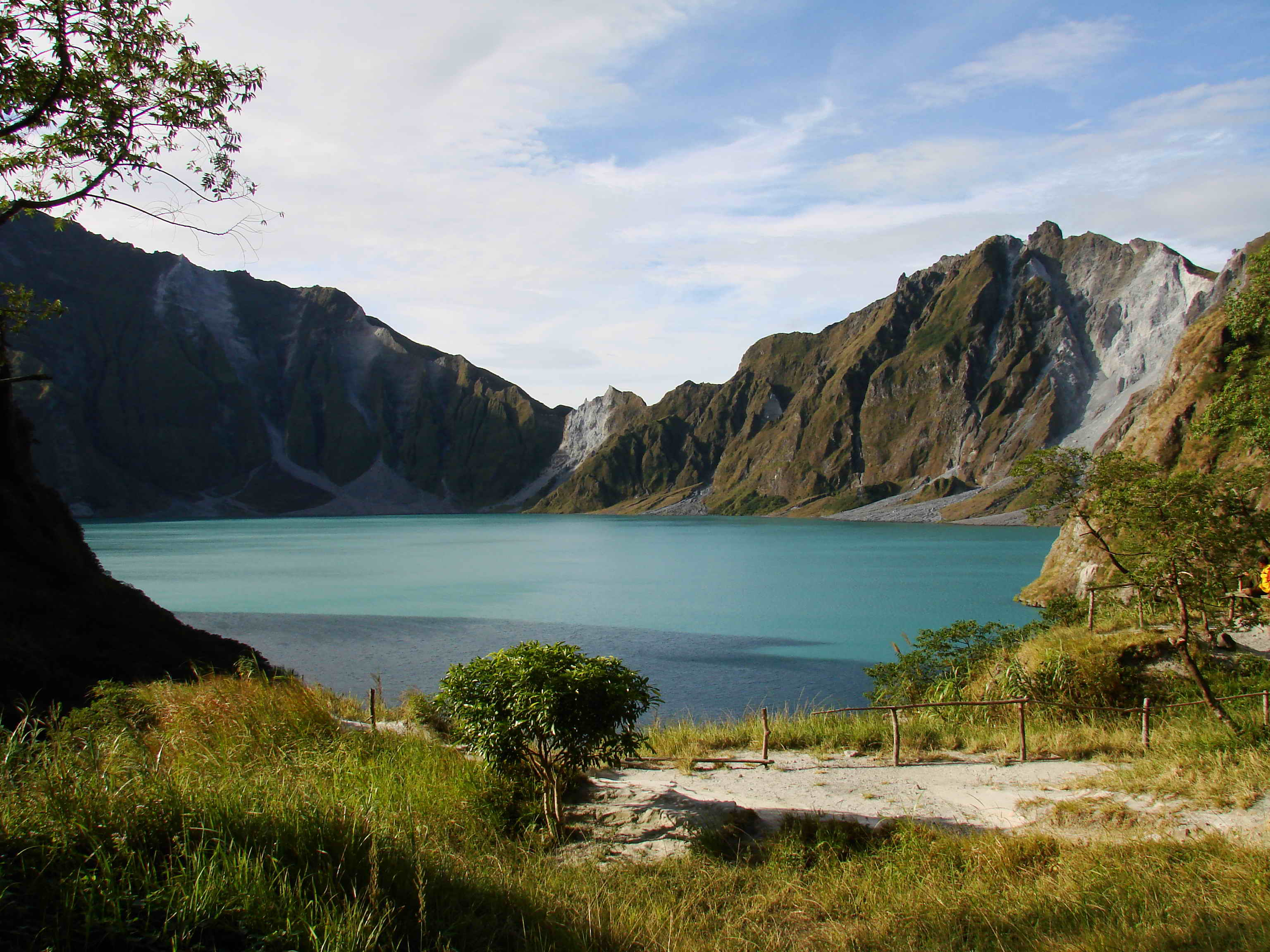
Озеро Пинатубо
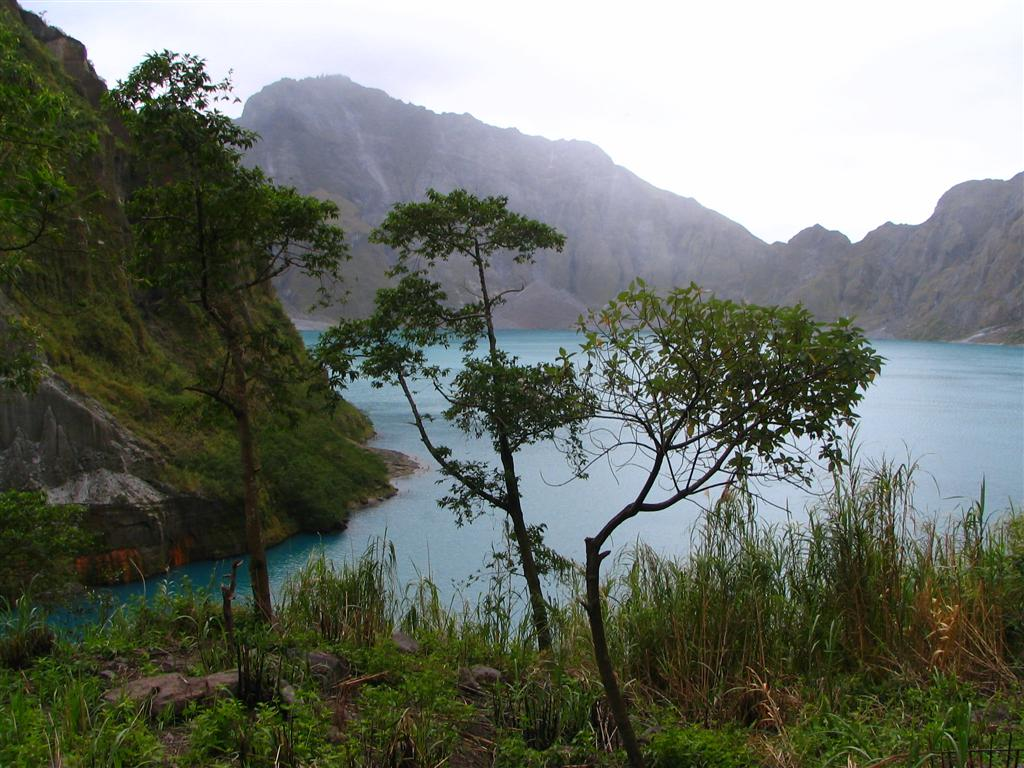
Озеро Пинатубо